# Inginerie virtuală
Ingineria virtuală integrează modelele geometrice și alte unelte inginerești ca: analiza, simularea, optimizarea etc., într-un mediu generat de calculator, care facilitează dezvoltarea de proiecte multidisciplinare. Ingineria virtuală are caracteristici comune cu ingineria de software, ca și abilitatea de a obține rezultate diverse prin diferite implementări. 

## Concept
Un mediu de inginerie virtuală asigură o perspectivă centrată pe utilizator, care permite utilizatorilor să interacționeze natural cu un sistem care furnizează o arie largă de unelte accesibile. Aceasta necesită un prototip virtual care include date legate de geometrie, fizică sau alte date calitative sau cantitative preluate de la sistemul real. Utilizatorul ar trebui să fie capabil să  parcurgă prototipul virtual și să observe cum răspunde acesta la modificări de design, caracteristici, forțe aplicate sau alte modificări relative. Interacțiunea din mediul virtual ar trebui să asigure o interfață ușor de înțeles, adecvată experienței, bazei tehnologice a utilizatorului, care îi permite să explore și să descopere detalii neașteptate, dar critice ale comportamentului sistemului. Similar, uneltele inginerești și softul potrivit ar trebui să se integreze perfect în mediul virtual, permițând utilizatorului să se concentreze pe problema sa. Un obiectiv cheie în ingineria virtuală este de a antrena capacitatea umană pentru evaluări complexe. 
Componentele cheie ale unui mediu de acest gen sunt:
•Tehnici de vizualizare a realității virtuale centrate pe utilizator.
Când sunt prezentate într-o interfață familiară, datele complexe tri-dimensionale devin mai ușor de înțeles și de folosit, amplificând capacitatea utilizatorului de a le înțelege. Împreună cu un expert (de ex. inginer de design, inginer constructor etc.), realitatea virtuală poate reduce timpul pentru realizarea unor mai bune soluții. 
•Computer Aided Manufacturing (CAM) Inginerie și analiză interactivă.
Astăzi aproape toate aspectele simulării centrale energetice au nevoie de pregătire off-line intensivă, calcule și iterații. Timpul necesar fiecărei iterație poate varia de la o zi până la câteva săptămâni. Este nevoie de anumite unelte pentru o tehnică de colaborare interactivă în care inginerul să determine un proces de gândire dinamic pentru a permite explorarea în timp real a întrebărilor “ce s-ar întampla dacă” care sunt esențiale în procesul ingineriei. În aproape toate circumstanțele, un răspuns în inginerie dat acum are mai multă valoare decât unul dat mâine, săptămâna viitoare sau luna viitoare. Deși multe tehnici bune de analiză au fost dezvoltate, nu sunt folosite des ca și parte fundamentală a designului ingineresc, operațiilor, controlului și mentenanței. Timpul necesar pentru a pregăti, a calcula și a înțelege rezultatele, apoi a repeta  procesul până când un răspuns adecvat este obținut, depășește semnificativ timpul disponibil. Aceasta include tehnici ca calculul dinamicii fluidelor (CFD), analiza de element finit (FEA) și optimizarea unor sisteme complexe. În schimb, aceste unelte inginerești sunt folosite pentru a da o vedere limitată asupra problemei, pentru a îmbunătăți un răspuns, sau pentru a înțelege ce nu a mers bine după o proiectare greșită și cum să fie îmbunătățite răspunsurile data viitoare. 
•Inginerie asistată de calculator (Computer Aided Engineering - CAE): integrarea unui proces real într-un mediu virtual.
Ingineria reprezintă mai multe decât analiză și design. O metodologie pentru depozitarea și accesarea rapidă a analizei, datelor, geometriei sau alte date inginerești calitative sau cantitative, referindu-se la operațiunile din fabrici, încă trebuie dezvoltată. 
•Unelte inginerești de susținere a deciziilor. Unelte de optimizare, de analiza costului, de planificare și alte unelte bazate pe cunoștințe trebuie integrate în procesul ingineresc.
Ingineria virtuală permite inginerilor să lucreze cu obiecte într-un mediu virtual fără să se gândească la caracteristicile tehnice ale obiectelor. Când un inginer mișcă sau modifică o componentă a sistemului, ar trebui să urmărească doar consecințele acestor acțiuni asupra echivalentului din lumea reală. De asemenea, inginerii trebuie să fie capabili să creeze o imagine a sistemului, a diferitelor componente ale acestuia și cum interacționează acestea unele cu altele.

## Software
De obicei, modulele Ingineriei Virtuale sunt numite după cum urmează:
-Computed Aided Design (CAD): reprezintă capabilitatea de a modela un sistem folosind operații geometrice care reproduc cu mare acuratețe procesele industriale. Modulul CAD este realizat pentru a facilita generarea unei forme geometrice. 
-Computed Aided Manufacturing (CAM) : Chiar dacă CAD asigură o formă virtuală a obiectului, fabricarea acestuia poate fi foarte diferită, deoarece modulul anterior s-a ocupat doar de operațiile matematice perfecte. Pentru a ține seama de o succesiune realistică a operațiunilor de fabricare și pentru a putea spune că un produs final va fi la fel ca cel realizat în mediul virtual, inginerii folosesc acest modul de fabricație care reprezintă o uneltă care prelucrează componentele. 
-Computed Aided Engineering (CAE): reprezintă un modul de analiză (analiza de element finit a tensiunilor, a presiunilor, distribuirea temperaturii etc.). Această uneltă poate fi integrată în programul principal sau poate reprezenta un soft separat. Se obișnuiește ca modulele CAE dedicate acestui aspect să aibă mai puține caracteristici ale modulului CAD. De obicei, modulele pot importa sau exporta pentru a beneficia cât mai mult de însușirile altor module.
Alte module existente: fabricare de prototipuri, managementul ciclului de viață al produsului, etc.